# Ella Marie Hætta Isaksen
Pour les articles homonymes, voir Isaksen.
Ella Marie Hætta Isaksen (née le 25 avril 1998 à Tana) est une chanteuse norvégienne.

## Biographie
Isaksen grandit à Tana. Elle commence à apprendre le théâtre et le chant à l'école culturelle de Tana. Elle déménage à Alta, où au lycée, elle prend l'option musique, danse et théâtre. En 2016, à 17 ans, elle remporte le concours de chant dans la langue des Samis Sámi Grand Prix avec la chanson Luoddaearru. Pour cette raison, elle est autorisée en avril 2017 à représenter les langues sames au concours Liet International, un concours de chant pour les langues minoritaires européennes, qu'elle remporte. Jusqu'à l'été 2018, elle est membre du conseil d'administration de Natur og Ungdom, une association norvégienne de protection de l'environnement pour les jeunes ; elle est la présidente de la section du comté de Finnmark. Elle démissionne pour se concentrer sur sa carrière musicale. Mais elle reste cependant impliquée dans la défense de l'environnement.
En février 2017, Isaksen fonde le groupe ISÁK avec Daniel Eriksen et Aleksander Kostopoulos, qu'elle décrit comme un groupe électrojoik ; Isaksen chante en anglais et en sami du nord. Isaksen déclare plus tard qu'elle refuse d'être assimilée aux musiques du monde et avoir refusé des contrats d'enregistrement. Le groupe obtient un contrat avec Little Big Music. En octobre 2018, elle remporte l'émission musicale Stjernekamp sur la chaîne de télévision norvégienne NRK. En mai 2019, elle soutient une action d'artistes norvégiens pour boycotter le Concours Eurovision de la chanson 2019 à Tel Aviv.
En 2018, elle et son groupe travaillent avec Steve Aoki et Alan Walker pour le single (Are You) Lonely. En 2019, son groupe sort son premier album Ealán, qui atteint la 22e place du  VG-lista. En novembre 2020, l'édition norvégienne du magazine de mode Elle la classe parmi les 22 femmes de l'année, car elle est une voix importante de sa génération et, entre autres, travaille comme militante climatique et militante pour la culture des Samis. En janvier 2021, elle sort le deuxième album avec son groupe. La même année, on annonce qu'elle fera ses débuts d'actrice avec un rôle principal dans le film La elva leve.

## Discographie
Albums
- Ealán (avec Isák)
- Roasut (avec Isák)

Singles
- Luoddaearru
- Lonely (Steve Aoki & Alan Walker feat. Isák)
- Ealán (avec Isák)
- Face the Truth (avec Isák)
- Čurves munnje (avec Isák)
- In Comparison (avec Isák)
- Elle (avec Isák)

## Source de la traduction
- (de) Cet article est partiellement ou en totalité issu de l’article de Wikipédia en allemand intitulé « Ella Marie Hætta Isaksen » (voir la liste des auteurs).